# Isaquias Queiroz
Pour les articles homonymes, voir Queiroz (homonymie) et dos Santos.
Isaquias Queiroz dos Santos est un céiste brésilien né le 3 janvier 1994 à Ubaitaba. Champion Olympique de Tokyo 2020, et détenteur de 7 médailles d'or aux Mondiaux, il est le seul athlète brésilien à avoir remporté trois médailles en une seule édition des Jeux Olympiques (2016) et le troisième athlète brésilien le plus décoré avec quatre médailles au total.
Il a remporté la médaille d'argent en C1 1000 mètres aux Jeux olympiques d'été de 2016 à Rio de Janeiro. En 2021, il remporte le titre aux Jeux olympiques d'été de 2020 à Tokyo
Il est nommé porte-drapeau de la délégation brésilienne aux Jeux olympiques d'été de 2024 à Paris en compagnie de la joueuse de rugby à sept Raquel Kochhann (en).